# Список типів планет

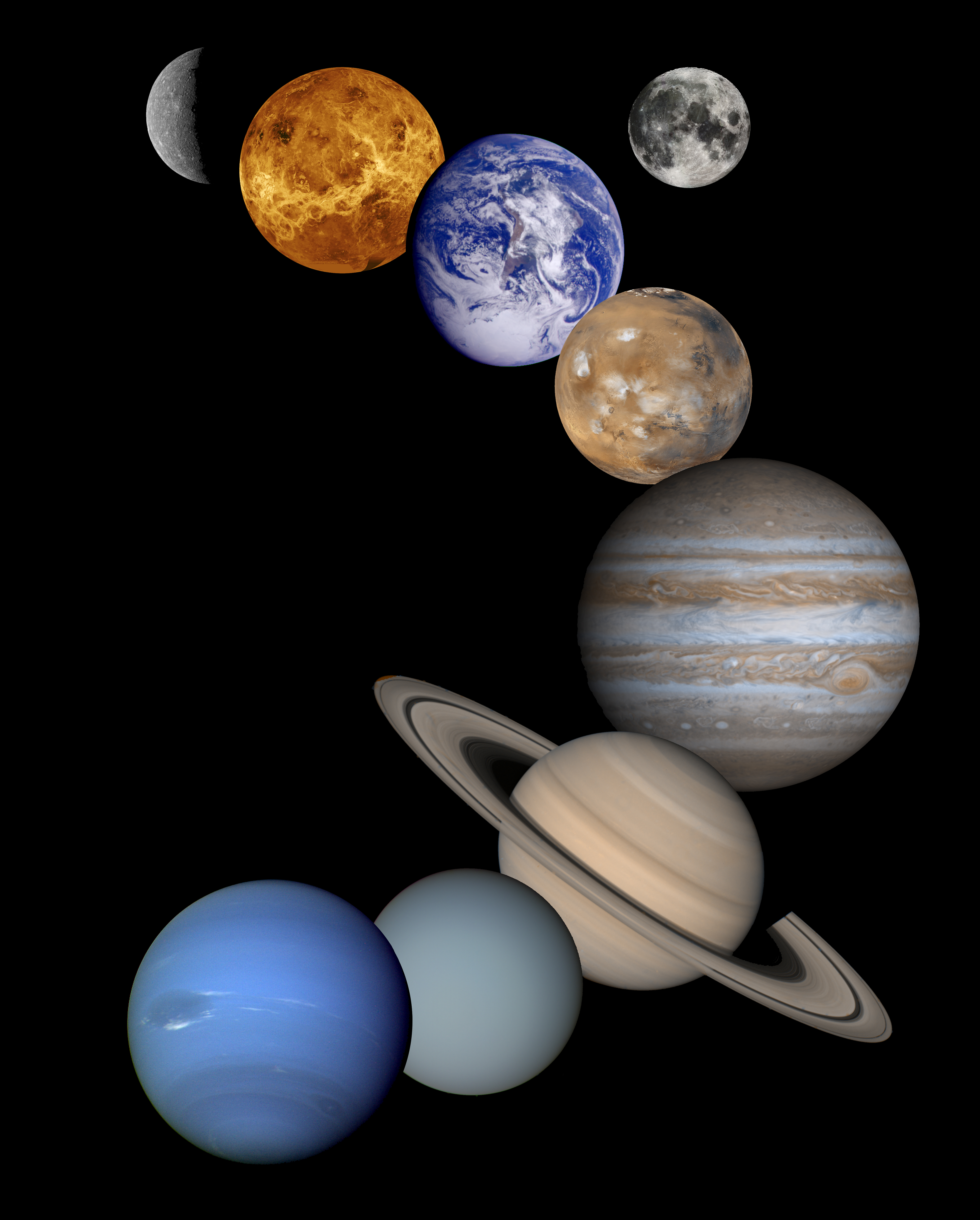
Зверху вниз: Меркурій, Венера без атмосфери, Земля і Місяць, Марс, Юпітер, Сатурн, Уран і Нептун (не в масштабі)

Нижче наведено список типів планет за їх масою, орбітою, фізичним і хімічним складом або за іншою класифікацією.
IAU визначає, що планета в Сонячній системі має обертатися навколо Сонця, мати достатню масу, щоб набути гідростатично рівноважної форми (близької до еліпсоїда), і розчистити свої околиці від інших подібних тіл. Нині не існує загальноприйнятого визначення екзопланет.
Згідно з визначенням IAU, справжні, або «великі планети», потрібно відрізняти від інших об’єктів планетарної маси (PMO), таких як карликові планети та субкоричневі карлики[джерело?]. Тим не менш, певні типи планет були застосовані до інших об'єктів планетарної маси; Наприклад, систему Плутон-Харон називають «подвійними карликовими планетами».

## За масовим режимом
| Тип планети        | Опис |
| ------------------ | --- |
| Гігантські планети | Масивна планета. Найчастіше складаються в основному з «газів» (водень і гелій) або «льоду» (летких речовин, таких як вода, метан та аміак). Також можуть складатися переважно з гірських порід, що називаються Мегаземлю. Незалежно від об'ємного складу, планети-гіганти зазвичай мають товсті атмосфери з водню та гелію. |
| Крижаний гігант    | Планети з масою, подібною до маси Урана або Нептуна (мають 14,5 та 17,1 маси Землі); менші за газові гіганти, але набагато більші за Землю. |
| Мезопланета        | Планетне тіло розміром менше Меркурія, але більше Церери. Термін, який не вживається в астрономічною спільнотою, введений Айзеком Азімовим. Якщо припустити, що «розмір» визначається лінійним розміром (або об'ємом), мезопланети повинні бути приблизно від 1000 до 5000 км у діаметрі.                                   |
| Мінінептун         | Відомі як «газовий карлик» або «перехідна планета». Планета масою до 10 мас Землі, але менша за Уран і Нептун. Мінінептуни мають товсту воднево-гелієву атмосферу, ймовірно, з глибокими шарами льоду, гірських порід або рідких океанів (з води, аміаку, суміші обох або більш важких летючих речовин).                    |
| Планетар           | Або коричневий карлик — об'єкт розміром більший за планету, але менший за зорю — який утворився в результаті процесів, які зазвичай формують планети, — або субкоричневий карлик, об'єкт менший за коричневий карлик, який не обертається навколо зорі.                                                                     |
| Супер-Земля        | Позасонячна планета з масою більшою за земну, але значно меншою за масу менших газових гігантів Сонячної системи Урана і Нептуна, які мають 14,5 і 17,1 маси Землі відповідно. |
| Супер-Юпітер       | Астрономічний об'єкт, масивніший за планету Юпітер. |
| Мініземля          | Планети «істотно менші», ніж Земля та Венера. |

## За орбітальним режимом
| Тип планети            | Опис |
| ---------------------- | --- |
| Циркумбінарна планети  | Екзопланети, які обертаються навколо двох зір. |
| Подвійні планети       | Два об'єкти планетарної маси, що обертаються один навколо одного. |
| Ексцентричні Юпітери   | Газові гіганти, які обертаються навколо своєї зорі по ексцентричній орбіті. |
| Екзопланети            | Планети, які обертаються не навколо Сонця, а іншої зорі, зоряного залишку або коричневого карлику. |
| Позагалактичні планети | Екзопланети за межами Чумацького Шляху. |
| Планети Златовласки    | Планети з орбітою, яка потрапляє в екозону зірки. Назва походить від казки «Златовласка і три ведмеді», в якій маленька дівчинка вибирає з наборів із трьох предметів, ігноруючи надто екстремальні (великі чи маленькі, гарячі чи холодні тощо), і обирає той, що посередині, який «в самий раз».                                                          |
| Гарячий юпітер         | Клас екзопланет, характеристики яких подібні до Юпітера, але мають високі показники температури поверхні, оскільки обертаються дуже близько — приблизно від 0,015 та 0,5 а.о. (2,2×106 та 74,8×106 км) до своїх батьківських зір, тоді як Юпітер обертається навколо Сонця на відстані 5,2 a. о. (780×106 км), що спричиняє низькі температури на поверхні. |
| Гарячі нептуни         | Позасонячні планети на орбіті поблизу своєї зорі (зазвичай на відстані менше однієї астрономічної одиниці) з масою, подібною до маси Урана або Нептуна. |
| Нижі планети           | Застаріла назва для Меркурія та Венери, орбіти яких лежать у межах орбіти Землі. |
| Внутрішні планети      | Планети Сонячної системи, орбіти яких менші за пояс астероїдів. |
| Зовнішня планета       | Планети Сонячної системи за поясом астероїдів і, отже, відносяться до газових гігантів. |
| Пульсарні планети      | Планети, яка обертається навколо пульсара або нейтронної зорі, що швидко обертається. |
| Планети-сироти         | Також відомі як міжзоряні планети. Об'єкт планетарної маси, який обертається безпосередньо навколо галактики. |
| Вищі планети           | Планети, орбіти яких лежать за межами орбіти Землі. |
| Троянська планета      | Планети на орбіті інших планет. Повідомлялося про відкриття пари коорбітальних екзопланет, але пізніше це повідомлення було відкликане. Варіантом є троянська планета газового гіганта поблизу своєї зірки. |

## За складом

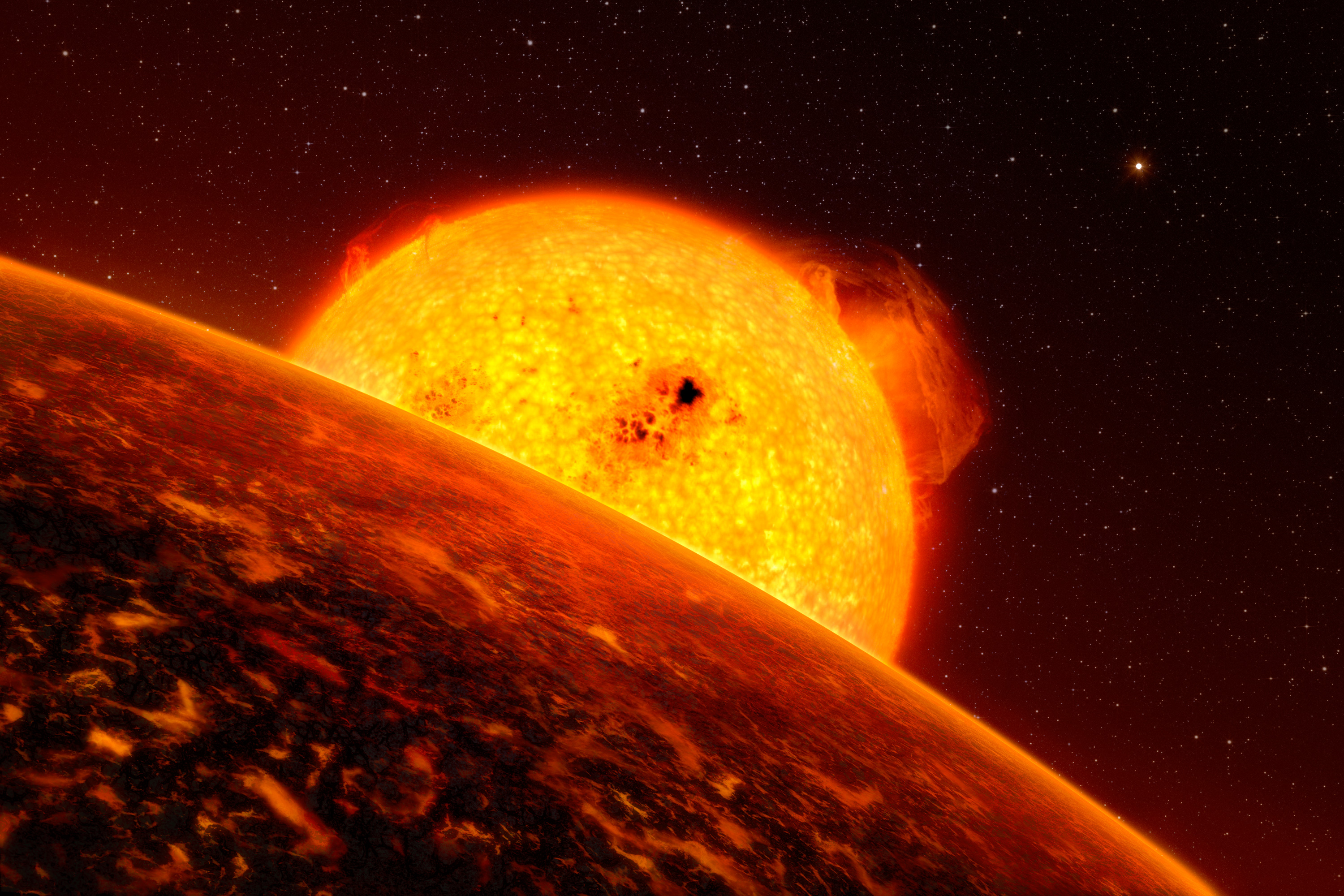
Художнє вираження планети COROT-7b (на передньому плані), ймовірно, екзопланета з лави

| Тип планети          | Опис |
| -------------------- | --- |
| Хтонічні планети     | Позасонячна планети, які обертаються поблизу своєї материнської зорі. Очікується, що більшість хтонічних планет — газові гіганти, атмосферу яких зняли, залишивши тверде ядро. |
| Карбонові планети    | Теоретичні планети земної групи, які можуть утворитися, якщо протопланетні диски будуть багаті вуглецем і бідні киснем. |
| Без'ядерні планети   | Теоретичні планети, які зазнали планетарної диференціації, але не мають металевого ядра. Не плутати з концепцією Порожнистої Землі. |
| Пустельні планети    | Теоретичні планети земної групи з дуже малою кількістю води. |
| Газові карлики       | Планети з малою масою, що складається переважно з водню та гелію. |
| Газові гіганти       | Масивні планети, що складаються переважно з водню та гелію. |
| Гелієві планети      | Теоретичні планети, які можуть утворитися внаслідок втрати маси білим карликом малої маси. Передбачається, що гелієві планети мають приблизно такий же діаметр, як і воднево-гелієві планети та тієї ж маси.                                                                                    |
| Планета Хейшн        | Гіпотетичний тип придатної для життя планети, описуваної як гаряча, вкрита водою планета з багатою воднем атмосферою. |
| Крижані гіганти      | Планети-гіганти, що складаються в основному з «льодів» — летких речовин, важчих за водень і гелій, таких як вода, метан і аміак — на відміну від «газів» (водню і гелію). |
| Крижані планети      | Теоретичні планети з крижаною поверхнею, що складаються з глобальної кріосфери. |
| Залізні планети      | Теоретичні планети, що складаються переважно з багатого залізом ядра з невеликою кількістю мантії або взагалі без неї. |
| Лавові планети       | Теоретичні планети земної групи, поверхня яких здебільшого або повністю покрита розплавленою лавою. |
| Планети-океани       | Теоретичні планети, значна частина маси яких складаються з води. |
| Протопланети         | Великі планетарні ембріони, які виникають в протопланетних дисках і зазнають внутрішнього плавлення для створення диференційованих внутрішніх частин. Вважається, що протопланети утворюються з планетезималей кілометрового розміру, які гравітаційно притягуються одна до одної і стикаються. |
| Пухлі планети        | Також відомі як Гарячий Сатурн або Гарячий Юпітер. Газові гіганти з великим радіусом і дуже низькою щільністю, що подібна або нижча, ніж у Сатурна. |
| Силікатна планета    | Планети земної групи, які складаються переважно з силікатних порід. Усі чотири внутрішні планети Сонячної системи належать до цієї групи. |
| Землеподібні планети | Також відомі як телуричні планети або скелясті планети. Планети, які складаються переважно з вуглецевих або силікатних порід чи металів. |

## Інші види
| Planet type         | Опис |
| ------------------- | --- |
| Класичні планети    | Планети, відомі з античності: Місяць, Сонце, Меркурій, Венера, Марс, Юпітер і Сатурн.                                                                 |
| Двійники Землі      | Планети, придатна для життя, з умовами, які можна порівняти з тими, які є на Землі, або навіть планети, з умовами кращими за ті, що існують на Землі. |
| Гіпотетичні планети | Планети або подібні до неї тіла, існування яких не доведено, але дехто вважає, що вони можуть існувати.                                               |
| Тороїдні планети    | Гіпотетичні планети у вигляді тороїда або пончика. |